# 姆拉代諾瓦茨

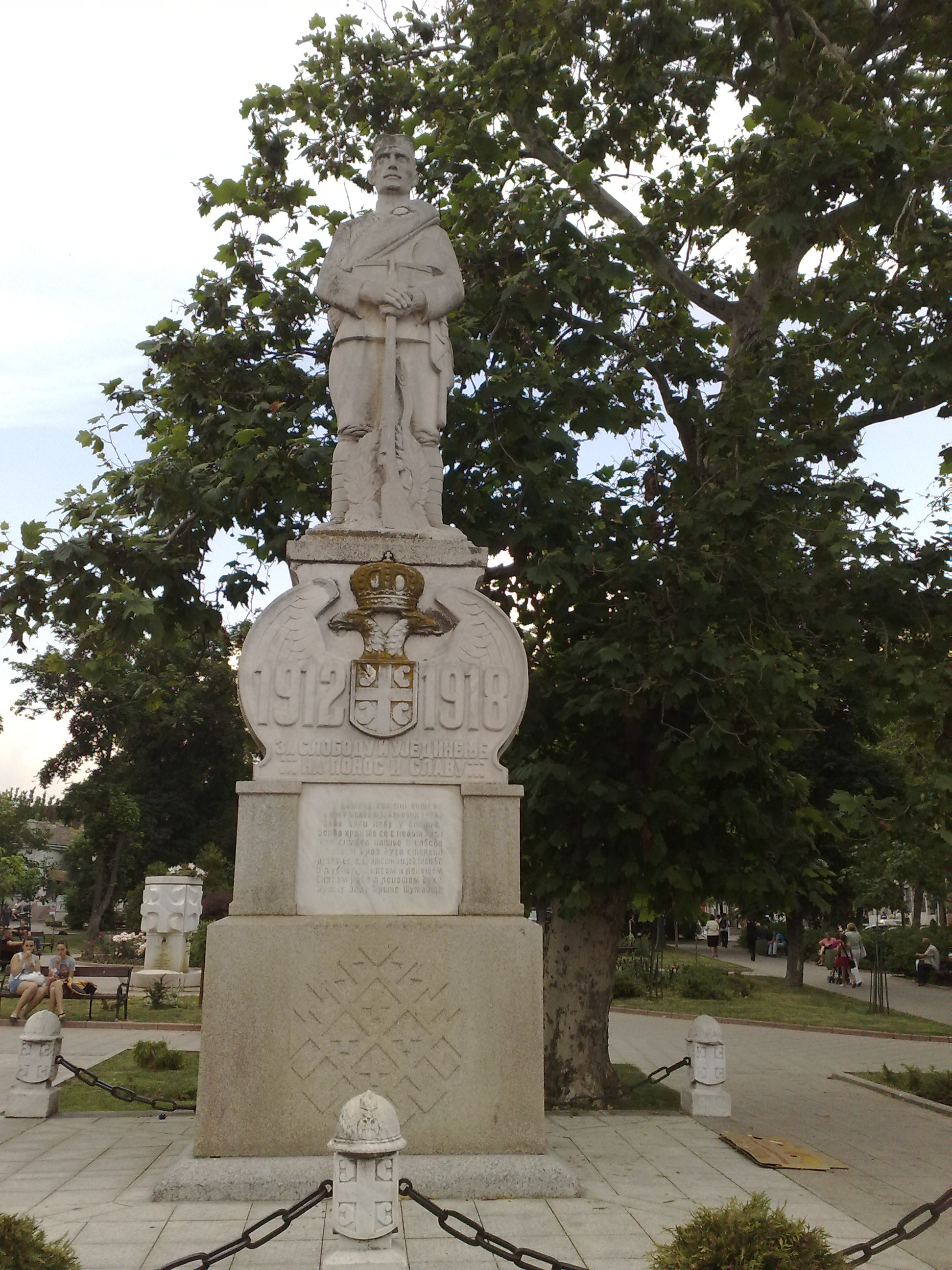

姆拉代諾瓦茨是塞爾維亞的自治市，由首都貝爾格萊德負責管轄，位於該國中部，距離貝爾格萊德市區47公里，面積339平方公里，最高點海拔高度628米，2011年人口53050。

## 外部連結
- Municipality of Mladenovac（页面存档备份，存于）